# 梅利亞奇哈
51°10′26″N 34°31′16″E / 51.17389°N 34.52111°E
梅利亞奇哈（烏克蘭語：Мелячиха）是位於烏克蘭東北部的村莊，由蘇梅州蘇梅區的比洛皮利亞市鎮負責管轄。該村處於巴甫利夫卡河左岸，距離巴甫利夫卡2公里，海拔高度143米，2001年人口96。